# 水城奈緒
水城 奈緒（みずき なお、1984年9月18日 - ）は、日本のAV女優。
東京都出身、ティーパワーズ所属、元ロゼオプロモーション所属。

## 略歴
2005年よりグラビアアイドルとして活動。2007年にはDMG作品賞を受賞した。
2007年7月、『新人×ギリギリモザイク AV了解』でAVデビュー。
2008年9月までS1 NO.1 STYLE専属。同年10月からMOODYZへ移籍。
2014年7月、セガのゲーム「龍が如く」のキャラクター出演をかけたセクシー女優人気投票にエントリーし、22位に選出された。
2015年1月現在、活動期間は8年目に入り、単体出演本数が100本の大台を突破（編集物、企画物を除く）。
2019年3月12日、スカパー!アダルト放送大賞2019でオンデマンド賞受賞。2019年10月、ゲオTV×メンズサイゾー ADULT AWARD 2019・No.1エロボディ部門にノミネート。
2020年1月1日、当月いっぱいをもっての長期休業を発表。
2024年4月8日週FANZA動画フロアランキングにて、2023年1月発売の出演作『【福袋】【人気シリーズ厳選！】母の親友 まるごと15タイトル1534分』（VENUS）が急上昇し、2位にランクイン。

## 人物
- 趣味、特技は茶道[1]。
- 濡れやすく、カンパニー松尾からはパーフェクトなAV女優と評価されている[9]。
- 彼氏にせがまれて、高速道路で運転中の彼氏にフェラチオした経験がある[10]。

## 作品

### イメージビデオ
2005年
- Passion Nao 水城奈緒（5月24日、トライアングルフォース）
- ヌキドル（10月28日、イーネット・フロンティア）

2006年
- AV無理 水城奈緒（12月1日、未満）

2007年
- AV無理2 水城奈緒（1月1日、未満）
- AV無理3 水城奈緒（2月1日、未満）
- AV無理4 水城奈緒（3月1日、未満）

2008年
- コスってパカパカ 水城奈緒（9月29日、オルスタックピクチャーズ）
- 感じる若妻 〜天衣無縫〜 日常編 水城奈緒（11月28日、オルスタックピクチャーズ）

### アダルトビデオ
- 新人 × ギリギリモザイク AV了解 水城奈緒 （7月19日［DVD］/9月19日［VHS］、S1 NO.1 STYLE）
- ギリギリモザイク ギリギリモザイク 水城奈緒（8月19日、S1 NO.1 STYLE）
- ギリギリモザイク 僕の彼女、水城奈緒（9月19日、S1 NO.1 STYLE）
- ギリギリモザイク もっと激しく、激しく突いて 水城奈緒（10月19日、S1 NO.1 STYLE）
- Wギリギリモザイク 初音みのり 水城奈緒（12月1日、S1 NO.1 STYLE）※「AVグランプリ2008」参加作品。

- ハイパー × ギリギリモザイク パイパンハイパーギリギリモザイク 水城奈緒（1月19日、S1 NO.1 STYLE）
- ギリギリモザイク 妄想的特殊浴場 本指名 水城奈緒（2月19日、S1 NO.1 STYLE）
- ギリギリモザイク バコバコ乱交 水城奈緒（3月19日、S1 NO.1 STYLE）
- ギリギリモザイク 止まらない失禁 水城奈緒（4月19日、S1 NO.1 STYLE）
- ギリギリモザイク 巨乳女教師の誘惑 水城奈緒（5月19日、S1 NO.1 STYLE）
- 中出し × ハイパー×ギリモザ 愛ある中出し 水城奈緒（6月19日、S1 NO.1 STYLE）
- S1 SPECIAL BOX 未公開映像8時間（6月19日、S1 NO.1 STYLE）
- 巨乳女教師中出しレイプ 水城奈緒（7月25日、ダスッ!）
- 臭い肉棒限定公衆肉便器 水城奈緒（8月25日、ダスッ!）
- 水城奈緒はグラビアアイドル兼巨大乳房家畜（9月25日、ダスッ!）
- 超絶品ボディ 水城奈緒（10月13日、MOODYZ）
- ごっくん大好き 水城先生 水城奈緒（11月1日、MOODYZ）
- 超絶品ボディSPECIAL（12月1日、MOODYZ）

- E-BODY 水城奈緒（1月13日、E-BODY）
- 終わりなき無限のピストン 水城奈緒（2月25日、ダスッ!）
- 1リットルのザーメンを飲ませる 水城奈緒（3月25日、ダスッ!）
- 強制労働所の美しき女番 水城奈緒 大塚咲 星アンジェ eco 綾瀬メグ（4月19日、ROOKIE）
- 究極ボディ凌辱トリプル乱交レイプ 水城奈緒 堀口奈津美 くるみ（4月25日、ダスッ!）
- イカセッぱっ! 犠牲者 水城奈緒（5月1日、GLAY'z）
- イキすぎてピクピクピックン!! 水城奈緒（5月19日、乱丸）
- おしゃぶりVENUS nao. 水城奈緒 妃乃ひかり 真田春香（5月19日、エムズビデオグループ）
- ゴックンウーマン 水城奈緒（6月1日、MOODYZ）
- ボイン大好きしょう太くんのHなイタズラ 水城奈緒の隣の若妻編（6月4日、グローリークエスト）
- 家庭教師 秘密 EROTIC LESSON 水城奈緒（6月7日、BeFree）
- 恋夜【ren-ya】 ～第九章～（7月1日、ONE MORE）
- 青春エロドラマ オレのアネキとヤラないか? 水城奈緒（7月2日、グローリークエスト）
- 夫の目の前で犯されて―特別編 閉じ込められた愛欲 水城奈緒（7月7日、アタッカーズ）
- 麻薬捜査官 ヤク漬け膣痙攣 水城奈緒（7月9日、アイエナジー）
- 人妻不倫セックス（7月25日、エマニエル）
- ドリームウーマン Vol.74 水城奈緒（8月1日、MOODYZ）
- バコバコバスツアー2009 S級AVギャルのハメまくり大乱交!!（8月1日、MOODYZ）
- 人妻中出し哀願 其ノ七 なお（8月14日、青空ソフト）
- SAFARI 014（8月17日、S級素人）
- プールに浮かぶおっぱい!! 濡れた痴女と揺れた爆乳（8月19日、OPPAI）※「NAO」名義
- でかパイ争奪野球拳フェスタ’09 in マジックミラー号がイク! 水城奈緒 水森れん 星島ちさ（8月20日、SODクリエイト）
- ザーメンディーヴァ（8月20日、グローリークエスト）
- 生中出し 新入女子社員 6（8月21日、BAZOOKA）
- 恥ずかしいカラダ NO.1 EROS 水城奈緒（9月5日、HMJM）
- またがりたい… 水城奈緒（9月15日、ワープエンタテインメント）
- 究極の自宅出張入浴サービス!「四畳半ソープ」はじめました。（9月19日、SODクリエイト）
- 奇跡のカラダ 水城奈緒（9月18日、おかず。）
- 目をそらすな!（9月19日、ROOKIE）
- MOODYZファン感謝祭 裏バコバコバスツアー2009 本編未収録! 深夜のペニス吸引祭り!!（10月1日、MOODYZ）
- 湘南おっぱいバレー 諸星セイラ 水城奈緒（10月9日、クリスタル映像）
- エレベーターガールin… ［脅迫スイートルーム］ Elevator Girl Nao (24) 水城奈緒（10月15日、ドリームチケット）
- 足コキ黒ストッキングOL（10月16日、TMA）
- 就職活動 水城奈緒（10月26日、宇宙企画）
- 回春♡巨乳サロン 水城奈緒（11月5日、ワープエンタテインメント）
- みんな大好き巨乳スチュワーデス（11月7日、HMJM）※「なお」名義
- キモ男に犯されるエステティシャン 水城奈緒（11月13日、マルクス兄弟）
- 激ピストン! ディルドオナニー（11月13日、マルクス兄弟）
- 会社でパコパコしよう。陵辱中出し編（11月16日、BAZOOKA）
- 巨乳コギャルズメイド 高瀬ひとみ 成瀬心美 平井綾 水城奈緒（11月19日、YeLLOW）
- 童貞プロデュース 憧れの水城奈緒とイク! 爆乳筆おろし!（11月20日、チェリーズ）
- 最高のオナニーのためにDX 花井メイサ 青山奈々 水城奈緒（12月1日、MOODYZ）
- 日本国民顔射記念日（12月5日、AKNR）
- 美少女の足裏 18（12月5日、フリーダム）
- ザーメン搾り 強制2回出し（12月13日、マルクス兄弟）
- 超爆乳極嬢GIRLS 高瀬ひとみ 花木あのん 青木りん 水城奈緒（12月19日、YeLLOW）
- コスプレイヤー:破（12月25日 TMA）

- パンティに生チ○コをブチ込みドピュッ!（1月7日、AKNR）
- ショートパンツ MANIAX（1月8日 TMA）
- CFNM♡ 働くお姉さん 2（1月15日、ワープエンタテインメント）
- 電流アクメ 5 ～勃起クリトリス電極責め～ 水城奈緒（1月21日、ROCKET）
- 快楽レズエステ 8（1月21日、AKNR）
- 無類の鼻フェチ（1月21日、KEU）
- 彼女の親友とこっそりヤっちゃった僕 2（1月21日、AKNR）
- 鬼イカセ 水城奈緒（1月22日、REAL）
- 小悪魔グラマラス 水城奈緒（1月30日、HMJM）
- 尻饅頭 水城奈緒（2月1日、MOODYZ）
- 断れない状況でSEXしてしまう女たち（2月1日、V（ヴィ））
- 快楽東京アクメサロン（2月4日、AKNR）
- 早漏お悩みカウンセリング（2月4日、AKNR）
- 誘惑巨乳家庭教師 実はお互いガマンしてる…という状況（2月5日、ドリームチケット）※「奈緒」名義
- 気づけばいつも、アナル舐め 2（2月15日、ワープエンタテインメント）
- 爆乳母娘 水城奈緒 風間ゆみ（2月19日、OPPAI）
- 超巨尻乱交 水城奈緒 諸星セイラ 福田みき 森永ひよこ（2月19日、YeLLOW）
- スクール水着ローションパイズリ 3（2月19日、YeLLOW）
- パーフェクトセレクション 水城奈緒（2月26日、REAL）※単体ベスト
- グラマー 未発表スペシャル 2（2月27日、HMJM）※「奈緒」名義
- Boin「水城奈緒」Box 水城奈緒（3月1日、ABC/妄想族）
- おっぱいモミモミインタビュー（3月1日、Fetishist）
- 着衣巨乳フェティシズム 奈緒のニット編（3月7日、PREMIUM）
- OLのアフター7シリーズ 11 欲ばりすぎて最後はお仕置きされちゃう不倫OL 【IT関連企業入社3年目】（3月12日、UP'S）
- 女子社員中出しレイプ（3月12日、TMA）
- 癒しのゴックン♡じっくりお掃除 水城奈緒（3月19日、エムズビデオグループ）
- 手コキでベロちゅ〜 10（3月19日、YeLLOW）
- OPPAIナーススペシャル 2 水城奈緒 AIMI YOU RIRIA（3月19日、OPPAI）
- むっちり尻コキ（3月19日、YeLLOW）
- 素人フェラチオ感謝祭 紗奈  水城奈緒（3月25日、美）
- 爆乳家庭教師 Miracle Lesson（3月25日、ビッグモーカル）※「水城奈緒 先生」名義
- 競泳水着 ローション 尻コキ（4月1日、Fetishist）
- お尻の穴で「女のイク感覚」を体験デキる超スゴ技!「アナニ―」マスターDVD 堀口奈津美 早乙女ルイ 妃乃ひかり 水城奈緒 村西まりな（4月6日、SODクリエイト）
- 美人女医 恥辱の潜入病棟 水城奈緒（4月7日、アタッカーズ）
- 黒ストッキング女教師（4月9日、TMA）
- 超絶ボディ 水城奈緒 ゲリラ潜入 マジックミラー便 逆ナンパ! 〜オフィス・大学・競馬場・浅草編〜（4月22日、DEEP'S）
- 鬼ガラミ 俺の女は中出しオモチャ 水城奈緒（4月23日、REAL）
- 「女の口は嘘をつく。」 雌女ANTHOLOGY #081 水城奈緒（5月1日、アウダースジャパン）
- 公然猥褻されちゃってアエギ声すら出せない僕 水城奈緒（5月5日、ワープエンタテインメント）
- 奴隷ソープに堕ちた人妻 水城奈緒（5月7日、アタッカーズ）
- 水城奈緒があなたのためだけの家政婦になります!（5月13日、V&Rプロダクツ）
- 水城奈緒 8時間（5月13日、MOODYZ）※単体ベスト
- 巨乳母娘どんぶり 〜禁断の家庭内調教〜 水城奈緒 美原咲子（5月15日、スターパラダイス）
- ツンデレメイド手コキ（5月19日、YeLLOW）
- BLACK HALL イカセ女肉品評会 水城奈緒（5月21日、REAL）
- 強制男潮吹かせクリニックVol.2 水城奈緒（6月1日、MOODYZ）
- タイトスカート尻コキ（6月1日、Fetishist）
- 癒らし。 VOL.72 水城奈緒（6月4日、アウダースジャパン）
- 上は制服 下はブルマ 2（6月10日、DEEP'S）
- 漏らしてもいいけど、絶対イッちゃダメ!!（6月15日、ワープエンタテインメント）
- もっとも大淫乱 イグイグイグイグイグイグ大乱交（6月19日、乱丸）
- 「私、痴漢で有名な○○線に乗ってみたいんです…」水城奈緒 × 和葉みれい × 新人モデル × 募集人妻の場合（6月24日、ナチュラルハイ）
- 責め尻同棲生活 水城奈緒（6月25日、REAL）
- ボイン大好きしょう太くんのHなイタズラ 水城奈緒 水城奈緒先生の家庭訪問編（7月1日、グローリークエスト）
- 尾行盗撮で検挙されたO氏のテープ（7月1日、Fetishist）
- あなた、許して…。-もつれた絆、濡れた同情- 水城奈緒（7月7日、アタッカーズ）
- 悶絶若妻の卑猥な日常 やけに艶かしい肉体をした父親の再婚相手、奈緒の場合 水城奈緒（7月7日、Fitch）
- 覗かれた303号室 いんらんマ○コ妻 〜ふしだら劇場〜 水城奈緒（7月7日、桃太郎映像出版）
- 団地妻の憂い 水城奈緒（7月8日、アイエナジー）
- マジックミラー号 逆ナンパ 奇跡のボディ 横浜みなとみらい編 松すみれ 水城奈緒 音羽レオン 恵けい（7月8日、DEEP'S）
- 夢の谷間コキッ! 〜七色の谷間でコカれたい〜（7月16日、映天）
- パイズリin女子校（7月19日、OPPAI）
- 第429号法廷 公開セックス裁判（7月22日、SODクリエイト）
- 超絶品BODY女教師 水城奈緒（8月1日、MOODYZ）
- 爆乳ぶっかけ痴漢電車通勤 水城奈緒（8月19日、OPPAI）
- 巨乳・爆乳 巨乳悪戯面接（8月20日、映天）
- ドリーム学园 13 大橋未久 つぼみ 水城奈緒 真白希実 亜梨 月野りさ 愛菜りな（9月1日、MOODYZ）
- 肉食ドMレディ 水城奈緒（9月5日、ドリームチケット）
- ボディフェティッシュ 水城奈緒（9月10日、KUKI）
- 駆け落ちしたは良いけれど… 水城奈緒（9月13日、溜池ゴロー）
- 先輩の彼女 水城奈緒（9月19日、VENUS）
- 黒ストッキングの巨尻お姉さんに中出し 水城奈緒 松すみれ（9月19日、YeLLOW）
- 緊急出動マジックミラー号がイク!! 美乳!巨乳!爆乳!極上おっぱい逆ナンパ 出張でかパイ性感エステで大量17発射!!! 大空かのん 水城奈緒 MOKA（9月23日、SODクリエイト）
- 癒しの母性 今日だけは僕の妻 水城奈緒（10月1日、ワンズファクトリー）
- 憧れのエリートOLを犯る! 水城奈緒（10月1日、アイデアポケット）
- ママのリアル性教育 4 水城奈緒（10月7日、グローリークエスト）
- HyperIdeaPocket 究極の尻フェチマニアックス 水城奈緒（11月1日、アイデアポケット）
- 侵入者X 〜狙われた二人の社宅妻〜 水城奈緒 浜崎りお（11月7日、マドンナ）
- 淫ら妻の日常 本能むき出し昼下がり妻の下半身（11月7日、桃太郎映像出版）
- 完全主観 ハーレム学園生活（11月18日、AKNR）
- 肉体関係 3 水城奈緒（11月19日、カオカコミュニケーション）
- 近親相姦 夜な夜な暴れる母のデカ美尻 水城奈緒（11月19日、VENUS）
- 濡れ透け巨乳 水城奈緒（11月19日、OPPAI）
- 息子の嫁はノーブラ 乳首が勃って恥ずかしい 水城奈緒（12月23日、ヒビノ）
- 巨乳素人図鑑 03（12月24日、青空ソフト）
- 義父 〜百合子〜 水城奈緒（12月25日、マドンナ）
- 美2周年記念作品 PERFECT STYLE痴女集団SPECIAL 春咲あずみ ましろ杏 水城奈緒 上条めぐ 鈴音りおな

星野あかり（12月25日、美）
- 濡れてはいけない!? SOFT ON DEMAND的人生は波乱万丈だ!ゲーム in SOD本社ビル 原紗央莉 羽田あい Nina 栗林里莉 澄川ロア 水城奈緒（1月8日、SODクリエイト）
- 巨乳混浴コンパニオン 2（1月8日、ROCKET）
- 競泳水着インストラクター 04（1月14日、青空ソフト）
- 嫁の姉と○○しちゃった俺（1月20日、AKNR）
- SINGLE BEST 水城奈緒（2月1日、NIRVANA）※単体ベスト
- 痴女サミット 4 つぼみ 春咲あずみ 桜りお 成瀬心美 大沢美加 水城奈緒 大槻ひびき（2月5日、AKNR）
- わけあり妻 それぞれの事情（2月7日、桃太郎映像出版）
- おいしいボイン妻 4 水城奈緒（2月11日、なでしこ）
- 雪村春樹 縄情話 第一集 水城奈緒（2月13日、ほたるいか/妄想族）
- 極上BODY バーチャルソープ3D水城奈緒 鈴音りおな（2月15日、ネクストイレブン）
- ワリキリ、ハミ乳娘貸し切り。 15（2月23日、プレステージ）
- お母さん風俗本舗 ～癒しの小部屋～ 水城奈緒（2月25日、マドンナ）
- うなじコキ（3月1日、Fetishist）
- 究極BODY × 究極GIRL 水城奈緒 全開16時間（3月19日、ROOKIE）※単体ベスト
- AKNR スプリングフェア 完全撮り下ろし2タイトル収録 【日本国民全裸の日（8）女性限定バージョン】【完全主観 生パンチラで誘惑されて勃起しちゃった僕】（3月19日、AKNR）
- プレミアム5周年記念特別作品 ノーパンベースボール・クラシック（4月7日、PREMIUM）
- 夢共演 凌辱巨乳母娘 水城奈緒 成瀬心美 浅倉彩音（6月3日、h.m.p）
- 3D 水城奈緒（6月15日、ワンズファクトリー）
- 団地妻の午後 男が群がるエッチを断りきれない新婚巨乳妻 水城奈緒（6月24日、なでしこ）
- 初めての、ショートカット 水城奈緒（6月25日、Kawaii*）
- 亀甲縛り嫁 〜義父に縛られて感じてしまう若き美嫁〜 水城奈緒（6月25日、マドンナ）
- 嫉妬深い巨乳妻 浮気な夫を振り向かせたくて… 水城奈緒（7月25日、マドンナ）
- 20センチ少年 水城奈緒（8月15日、NON）
- 爆乳痴女ナース 長澤あずさ 水城奈緒 森ななこ 松すみれ（8月25日、美）
- あの妻が僕のモノに 水城奈緒（9月1日、タカラ映像）
- 100%孕ませたい…、人気女優、奈緒  水城奈緒（9月5日、NON）
- ほろ酔いディープスロート（10月5日、NON）
- 最高級顔騎 2 ～豊満なお尻で最高の癒しを貴方に～（9月8日、V&Rプロダクツ）
- ほろ酔いディープスロート（10月5日、NON）
- Datura ＃05 水城奈緒（10月13日、アロマ企画）
- 巨乳家族（11月5日、NON）
- 接吻とレズと乱交 水城奈緒 星野あかり（10月25日、美）
- 美巨乳OL痴女 仁科百華 水城奈緒 ERIKA 星野あかり 桜庭ハル 有沢りさ（11月25日、美）
- 団地妻 旦那に秘密の真昼の中出し（11月25日、ビッグモーカル）
- 奴隷秘書課の女たち 澤村レイコ 水城奈緒 黒瀬ノア（12月7日、アタッカーズ）
- 茶道教室の恥ずかし作法習い 水城奈緒（12月9日、MELLOW MOON）
- 満淫電車 お姉さんは新乳社員（12月9日、JVD）

- 出張ソープ 2（1月7日、AKNR）
- 馬乗りジャンキー 森ななこ 水城奈緒（2月13日、E-BODY）
- 不倫溺愛録 Venus.009（2月24日、ONE DA FULL）
- 丸ご と! 水城奈緒 総集編4時間（3月7日、マドンナ）※単体ベスト
- 温泉旅館でこっそり寝取りエッチ（3月22日、SODクリエイト）
- 食い込み競泳水着フェティシズム 森ななこ 水城奈緒（4月13日、E-BODY）
- 接吻とレズと乱交 ～一つ屋根の下の変態姉妹～ 当真ゆき 水城奈緒（6月25日、美）
- ボディコン先生・目隠しレッスン Ver.ふたり責め 水城奈緒 有沢りさ（8月3日、ワープエンタテインメント）
- 水城奈緒、初めてのレズセックス（8月19日、アンナと花子）
- 美人母近親調教投稿録（9月5日、NON）
- 美人母近親調教投稿録 水城奈緒（9月7日、NON）
- 気づけばいつも、アナル舐め 3（9月21日、ワープエンタテインメント）
- 美人家庭教師に媚薬を盛ったら、ドすけべぇ先生に豹変してチ●ポがふやけて射精するまでシャブられた僕。（9月21日、NON）
- 天使のフェラチオ 水城奈緒（9月25日、ダスッ!）
- 超ド迫力! 接写フェラチオと放尿もろかぶり 3（10月12日、REAL）
- 巨乳家族 VOL.2（10月19日、NON）
- 大人のビニ本 starring by ARISA / NAO（11月9日、NON）
- 世界一ザーメンを大量に発射する男のぶっかけSEX 青木玲 水城奈緒（11月19日、ROOKIE）
- 「孫の習い事の先生 知性あふれる高嶺の花を虜にさせる愛撫の作法」（11月22日、SODクリエイト）
- カラダが卑猥なオンナと性交 (YEKD-003)（11月23日、ドリームチケット）
- 美少女即ハメ白書 07（12月21日、デジスタ）
- 訪問スリップ 〜Gカップセールスレディーのすりすりスリップ営業〜（12月22日、JAMS）

- 制服種付けセレクション 4 水城奈緒（2月13日、HERO）
- ブチギレママのどアクメ折檻 水城奈緒（2月19日、クロス）
- 官能肉欲絵巻 変態義父の近親性虐相姦（3月25日、STAR PARADISE）
- 触手に溺れて― 巨乳妻、貞操崩壊 水城奈緒（4月7日、アタッカーズ）
- ホルスタイン揃いの繁殖マ○コちゃんを「ペットボトルぶっ込んで小便注入」したり「ケツ穴にオナホール埋め込んで本当のケツマ○コ化」させたり、子孫繁栄の為ならご自由に…（4月19日、クロス）
- 村上涼子と濃厚ディープキスを交わしながら水城奈緒の喉奥ディープスロートを堪能しまくるエロ贅沢すぎる3Pセックス（5月13日、アロマ企画）
- クロスロード すれ違いの先に選んだものは?（6月6日、SILK LABO）※女性向け作品
- 目の前に止まった車の助手席にいる、すまし顔した女の胸があまりにも大きくて… 2（6月11日、DOC）
- 最高の女装チ●ポVS最強の痴女マ●コ 室町飛鳥 乃亜 水城奈緒（6月19日、ROOKIE）
- Best of 水城奈緒（6月21日、アウダースジャパン）
- コッチの好きにさせてくれない寸止めナマ殺しSEX（6月21日、ワープエンタテインメント）
- 暗闇の映画館 変態行為にふける人妻（8月1日、FAプロ）
- 天性な魔性ボディを持つ美女たち 男を虜にする罪な躯（10月7日、桃太郎映像出版）
- 暗闇の映画館 変態人妻痴女（11月1日、FAプロ）

- 水城奈緒、まるっと4時間やりっぱなし（2月7日、NON）※単体ベスト
- 完全ノーカット真性中出し 水城奈緒（2月13日、MOODYZ）
- 欲求不満な美女と中年オヤジのドロドロ濃厚中出し性交 水城奈緒（2月25日、本中）
- 女教師中出し集団レイプ 水城奈緒（5月25日、本中）
- 夫の留守中に… 私、アレが大好きな絶倫男に発情してしまいました 30代主婦（7月1日、FAプロ）
- 日焼け金麦ボインと性交 水城奈緒（7月5日、ワープエンタテインメント）
- 夫だけが知らない… 私、アレが大好きな絶倫男と不倫してしまいました 30代人妻（8月1日、FAプロ）
- 野外露出調教2 見られてしまった私の淫ら 周防ゆきこ 水城奈緒（8月7日、アタッカーズ）※主演は周防ゆきこ。水城は助演。
- 黒タイトスカートが似合う働くお姉さんのビッタリ密着した肉感的なお尻に着衣のまんまチ●ポ擦り＆ザー汁発射してもう着れないくらい汚しちゃいたい  Part.2（9月5日、ワープエンタテインメント）
- 妊娠中なら中出しOK!? 兄の嫁と夫に内緒でこっそり生ハメしてしまった!（9月6日、アイエナジー）
- 羞虐に溺れた美人妻 ～悶え狂う背徳の肉体～ 水城奈緒（9月12日、オルガ）
- 淫語中出しソープ 44 水城奈緒（9月25日、AVS collector’s）
- 憧れの女上司と2人きり…（12月5日、LEO）
- 人妻ランジェリー（12月5日、光夜蝶）※「奈緒」名義

- 義母の汗ばむ胸元に魅せられて 水城奈緒（1月1日、ABC/妄想族）
- 爆乳緊縛ハードレズビアン〜義理の娘の爆乳を狙う卑猥な母〜 市来美保 水城奈緒（1月1日、Fitch）
- 犯され待ちの人妻 水城奈緒（1月7日、アタッカーズ）
- 接吻しまくり淫口よだれ女 水城奈緒（1月9日、ワープエンタテインメント）
- ハイレグレースクイーン痴女（2月13日、BAZOOKA）
- 美尻乗務員が騎乗位でおもてなし 中出しオマ●コ通勤電車（2月19日、SODクリエイト）
- ママ動かないで! 愛する息子に裸をジロジロ見られ思わず発情 母親と息子の親子ヌードデッサン教室一転近親相姦 2（4月23日、ROCKET）
- 人妻の浮気心 水城奈緒（4月1日、人妻援護会/エマニエル）
- 双子姉妹 -Gカップ美巨乳W誘惑痴女3時間スペシャル- 穂高ゆうき 水城奈緒（4月25日、美）
- Bizarre vision ～ビザールの淫香～ 水城奈緒（5月20日、ヴァンアソシエイツ）
- 堕靡泥の星 悪霊誕生 1 川上ゆう 水城奈緒（6月7日、アタッカーズ）
- 奈緒の開脚調教中 水城奈緒（6月13日、赤ほたるいか/妄想族）
- Kinbaku vison ～緊縛幻戯～ 水城奈緒（6月20日、ヴァンアソシエイツ）
- 淫乱な女将の艶尻射精管理 水城奈緒（7月1日、Fitch）
- オマ●コ露出ビデオ 水城奈緒（7月7日、山と空/妄想族）
- 二宮ナナ & 水城奈緒 一文無しドスケベ悩殺ヒッチハイク!（8月7日、ゴールデンタイム）
- 堕靡泥の星 悪霊誕生 2（8月7日、アタッカーズ）
- バレたらヤバイ状況で密着しながら挑発してくる女たち 2（9月4日、OFFICE K'S）
- 素人娘のビラビラおま●こ調査隊（9月4日、虎堂）
- 夢の一夫多妻 真性中出しSPECIAL 沖田杏梨 水野朝陽 香山美桜 水城奈緒（9月13日、MOODYZ）
- スグにやりたがる女 ソレを我慢できない女の話し（9月13日、FAプロ）
- 巨乳が暴れまわるディルドオナニー（9月18日、OFFICE K'S）
- なんともソソル巨乳女子社員のブラウスはパンパン、ボタンが飛んでコボレ落ちそうな巨乳にそそられちゃった（11月26日、SOSORU×GARCON）
- ボディコンレズビアン 2 ～悩殺!! ボディコングラビアモデル～ 松井優子 水城奈緒（12月13日、U&K）
- 見た目はソソるが、僕に異常に厳しい女上司達との出張で、うっかり古くてボロイ民宿を予約してしまった僕。これはまた激怒られるぞ…と怯える僕に「逆にアリ!」「旅行みたいでテンションあがる!」「たまにはいい仕事するじゃん!」と先輩達は御満悦!しかも酔った先輩達に呼び出され逆セクハラされるわ、僕の部屋に夜這いしに来るわで寝る暇もないほど朝までやらされました!もう一滴も残っていません!!（12月24日、SOSORU×GARCON）

- ヘンリー塚本 近親相姦 とんでもない家族の性交の記録 美しい姉・エロい母・好色の父（1月13日、FAプロ）
- ゴーストを愛した美乳妻 〜あなたにずっと淫らに抱かれていたい〜 水城奈緒（2月12日、オルガ）
- HYPER HIGHLEG QUEEN -021 水城奈緒-（2月25日、デジタルアーク）
- 喉奥性感帯 ディープスロートでイク女（3月4日、OFFICE K’S）
- 昔からしてみたかったお医者さんゴッコ ニセ医者になって、ソソる若い女性患者を物色しイタズラ三昧!パンツにシミまで作って感じまくるので、もう我慢出来ずに挿入しちゃいました。ああ、昔から憧れていたお医者さんゴッコをついに達成!（3月17日、SOSORU×GARCON）
- 見せつけ誘惑ヘアヌードコレクション（3月18日、OFFICE K’S）
- ヘンリー塚本 可愛い女の中に棲むみみず千匹 親父の後妻の穴の中/29才出戻り娘の穴の中/むっちり娘の穴の中/連れ子の娘の穴の中（5月13日、FAプロ）
- あやまんJAPANのどこでも、誰でも、大丈夫。（5月26日、SODクリエイト）
- 見せつけ、クネる、悶える、欲しがる、美脚オナニスト 3（6月13日、AVS collector’s）
- セクシーコスチューム濡れ透けコレクション II（7月25日、AVS collector’s）
- 巨乳女自画撮り投稿変態SEX 水城奈緒（8月5日、クリスタル映像）
- ノーブラ人妻の透け乳首にソソられた俺 目が合ってドキドキ、その目線は明らかに誘ってる!? もう下半身コチコチで動けません! 犯されちゃうぞ俺のチ○コ!!（10月6日、SOSORU×GARCON）
- ヘンリー塚本原作 ソレを我慢できない人妻たち 不倫で知った性の悦び/私はやっぱり我慢できない! 義理の弟とできている妻（10月13日、FAプロ）

- 温泉宿を一人旅する人妻の飢えた下半身の実情（2月3日、グリグリ）
- 暴風雨 憧れの女上司と二人だけの夜 水城奈緒（2月13日、マドンナ）
- 超高級バーチャル風俗店（2月20日、STAR PARADISE）
- 普段は地味だがエッチはド派手!!上司と社内不倫している隠れ巨乳の地味子ちゃんを寝取っちゃった俺（3月2日、AKNR）
- きゅんきゅんメイド喫茶まるごと全員に種配り（3月13日、ZUKKON/BAKKON）
- ヘンリー塚本 やらせる! 男は何より女のソコが欲しいのだ!（3月13日、FAプロ）
- 今日は孕むまでナカに出して… 水城奈緒（6月1日、溜池ゴロー）
- 母子姦 水城奈緒（6月1日、グローリークエスト）
- 旦那のために部下を調教する痴女嫁 水城奈緒（6月23日、クリスタル映像）
- 夫よりも義父を愛して…。 水城奈緒（7月1日、マドンナ）
- 絶対に声を出してはいけない状況なのに、カチコチにおっ起ったチ●ポを見せつけられ羞恥心を煽られるが、逆に今までにない性癖が覚醒し、声を殺してイキ狂うドエロ妻っ!! 2（6月30日（レンタル）/7月7日（セル）、LEO）
- レズビアンBDSM 波多野結衣 兒玉まみ 水城奈緒（7月13日、ワンズファクトリー）
- じっくり高める手コキでもてなす完全勃起ともの凄い射精の回春旅館 水城奈緒（7月19日、Fitch）
- キャリアウーマン男漁りあぁ～女で良かった～ 水城奈緒（7月25日、マドンナ）
- 隣人交換 2  緒奈もえ 水城奈緒（7月25日、アタッカーズ）
- お、お義父さまやめて下さい…。息子は恋敵 旦那に隠れてハメまくる絶倫ドS義父 寝取られ近親相姦（7月25日、ビッグモーカル）
- 産婦人科痴漢!! 念願の第1子誕生っ！出産未経験の幼な妻にドスケベ産婦人科医のおじさんが、未経験と無知識なのをいいことに、カーテンで仕切られた反応のいい下半身を看護師にもバレないように治療と称して中出しまでっ!! 4（8月4日、LEO）
- ハーレム痴女エステ ～最高級セラピスト10名の究極おもてなし～（9月1日、痴女ヘブン）※「AV OPEN 2017」企画部門 エントリー作品
- 「ナマ」という言葉に異常反応する隣の敏感妻 旦那にバレないように寝取る! (NTR)（9月1日、ビッグモーカル）※「AV OPEN 2017」企画部門 エントリー作品
- 嫁が置き手紙をして突然の家出!『これからどうしたらいいんだぁ～』と落ち込んでいる僕を心配してやって来た義母が家に泊まることになったのだが… 風呂上りにほぼ裸で家をウロウロする姿に思わずドキドキ、いつしか嫁を忘れて襲いかかり中出ししてた!! 2 水城奈緒（9月7日、VENUS）
- 出張不在NTR ～泥酔ホームパーティ!パート仲間と妻の浮気映像～（9月7日、PREMIUM）※「巨乳妻 奈緒さん (30)」名義
- この雰囲気、押せばヤラせてくれるかも?! 「お願いおっぱい揉ませてっ!!」「お尻触らせてっ!!」「先っちょだけ入れさせてっ!!」 なりふり構わず土下座で懇願っ!! ハメたいスケベ男と、それをさらりとかわすしたたかな女達の挿入を賭けた熱い戦いっ!!（9月8日、LEO）
- 昼下がりの団地妻たちは、敷地内ではブラを着けないから乳首スケスケ!! なるべく気にしないように目をそらしていたが、一度見てしまうと二度見するほど、まだ若くて綺麗なとなりの奥さんたちのノーブラスケスケ乳首はエロすぎる!! 4（10月6日、LEO）
- ガキにもどって犯りなおしっ!!! 麻里梨夏 浅田結梨 齊藤みゆ 水城奈緒（10月7日、MOODYZ）
- スペンス乳腺開発クリニック 水城奈緒（10月7日、OPPAI）
- 部長の奥さんがエロすぎて… 水城奈緒（10月7日、VENUS）
- 有名人気女優が逆ナンパ!ミッションクリアのカギは2人の連携!何回発射してもいいよ!開始してから9分50秒～10分の間の10秒間で発射できたらご褒美は生中出しセックス!女優には賞金!（11月2日、アイエナジー）
- 夫婦交換スワップ温泉旅行 2 マンネリ打破の秘策っ!! まさかの混浴っ?! 酔いに任せて寝取られる奥様たちっ!!（11月2日、LEO）
- LOVE AND THE LIFE CASE.1（11月2日、GIRL'S CH）※女性向け作品。
- LOVE AND THE LIFE CASE.2（11月2日、GIRL'S CH）※女性向け作品。
- LOVE AND THE LIFE CASE.3（11月2日、GIRL'S CH）※女性向け作品。
- LOVE AND THE LIFE CASE.5（11月2日、GIRL'S CH）※女性向け作品。
- 妻たちの全裸ストライキ!!～団地妻の脱『主婦』宣言!!～ 春菜はな 水城奈緒 三原ほのか 羽月希（11月19日、マドンナ）
- 完全主観 有名女優の中出しソープ（12月7日、アイエナジー）
- 天海こころレズ解禁!! 友達の目の前で犯されるレズビアン女子校生 天海こころ 水城奈緒 芹沢ゆず（11月19日、ビビアン）
- 憧れの先生が上はスーツ、下はブルマでオナニー!?いつもボクに優しくて美人な先生のオナニー姿を見てしまった!しかもブルマ姿で、学校にオナニーグッズを持参してまで!!そんな思いもよらない姿にソソられたボクは我慢できずに先生に近づくと恥じるどころかこんなボクのチ○ポを欲しがり始めて…（12月7日、SOSORU×GARCON）
- 母の親友 水城奈緒（12月13日、VENUS）
- あっ!ナマで入っちゃった!凄テクオイル素股でチ○ポをマ○コに擦りつけてたら思わずフル勃起からの生挿入!本番禁止のはずなのに生中出しSEXまでしちゃった5人の超敏感美巨乳デリヘル嬢（12月21日、グローリークエスト）
- 近所の奥さんを自宅に連れ込んでイキ我慢させるチョイ悪ガキ（12月21日、F&A）
- 容赦無き調教奴隷イラマチオ～犯される喉奥。無慈悲な最凶腰振りで泣き崩れる女達～（12月22日、SEX Agent/妄想族）
- 臭い! 汚い! ちんかす掃除フェラチオ ～舐めてしゃぶって綺麗にこそぎ取ってくれる尊い女性達～（12月22日、SEX Agent/妄想族）

- 貫通ザーメン! 暴発パン中手コキ ～パンツの中に忍び寄る手淫。下ろさない事で増す羞恥心、比例する感度～（1月19日、SEX Agent/妄想族）
- 突然できた義理のお姉ちゃん達はボインでヤリマン!父子家庭で育ち女子免疫のない僕にボインとデカ尻見せつけてくるから鼻血ブー!義姉たちも思春期チ○ポとヤリたくてたまんないから家族全員性欲全開。みんなの目を盗んでヤリまくりですわ。 (2月8日、SWITCH)
- ボディジャックX ブレーンハッカーズ ～君の頭の中のお宝いただきます!～ 水城奈緒 大槻ひびき 三原ほのか 澁谷果歩（3月8日、ROCKET）
- 顔見知りの女子とオ●ンコしゃちゃった体験告白掲示板（3月9日、LEO）
- 奥さんのカラダは犯罪だ…（3月9日、新世紀文藝社）
- 高級オイルエステ 人妻M覚醒拘束レズ（3月15日、ピーターズ）
- 彼氏の目の前で彼女がイキまくり AV出演ドキュメント!!（4月7日、本中）※「みはる」名義
- S級熟女コンプリートファイル 水城奈緒 6時間（4月7日、VENUS）※単体ベスト
- 妻の友人が我が家で喰い込み仮装パーティーを始めました!! 桐嶋りの 水城奈緒 星あんず（4月12日、F&A）
- 女王様ゲーム（4月12日、GIRL'S CH）※女性向け作品
- 童貞息子の将来を気にした巨乳の母が優しく性教育!愛撫だけで連続射精する敏感チ○ポを強化するため妊娠覚悟の生挿入!優しいスローピストンでチ○ポの形を噛み締めながら連続絶頂!親子にも関わらず早漏改善するまで何度も中出し! 3（5月11日、V&R PRODUCE）
- スーパーガチンコ全裸レズバトルDYNAMITE 2018（6月7日、ROCKET）
- 女王様ゲーム After Story したがり女の逆夜這い（6月7日、GIRL'S CH）※女性向け作品
- セックスが溶け込んでいる番組 「常に性交」サスペンス劇場（7月12日、SODクリエイト）
- 揺れるおもい! 先生が巨乳すぎる書道教室（7月12日、AKNR）
- 「一度でいいから揉んでみたい!」 はち切れんばかりのムチムチ巨乳教師に生徒のボクが睡眠薬を隠れて飲ませて、夢の豊満ボディを堪能し何度も中出し! 4（8月10日、V&R PRODUCE）
- このたびウチの妻（35）がパート先のバイト君（20）にねとられました…→くやしいのでそのままAV発売お願いします。（8月19日、JET映像）
- ノックせずにドアを開けると目の前に無防備な姿の女が…二人きりの密室で勃起したチ○ポに発情した女がねっとりフェラ対応してくれた（8月23日、AKNR）
- AV女優 裸コレクション 第八弾（10月12日、V&R PRODUCE）
- ヘンリー塚本 不純の愛 110分間の抜ける有害図書（10月13日、FAプロ）
- 男女7人入れ替わりシェアハウス イレカエ荘物語（10月25日、ROCKET）
- 六本木のクラブに現れた時代遅れのデカ尻デカ乳ボディコン熟女たちが一般カップルの彼氏を狙う! 愛する彼女を差し置いてムチムチボディの餌食なった彼氏が喜び勇んで愛液滴るおばさんマ○コで浮気SEX! 3 翔田千里 児玉るみ 水城奈緒（11月9日、V&R PRODUCE）
- ああ、またやってしまった…。悪ノリが過ぎてハメを外してハメまくって今日も反省しまくり!! 性欲がすんごい人妻たち（11月9日、LEO）

- ドラレコ泥酔痴漢 車載カメラが捉えた密室レ×プの一部始終…（1月1日、MOODYZ）
- 1人暮らしのボクの家にやってきたのはデカ乳の家政婦! 母性溢れる巨乳に僕のチ○ポはフル勃起! 責任を感じたのかまさかの優しい授乳手コキ! 目の前のデカチ○ポ握るだけでは飽き足らず思わず馬乗り生挿入! 自ら激しい腰振りで何度も中出し懇願! 4（1月11日、V&R PRODUCE）
- ROCKET11周年記念ユーザーリクエスト祭り 美熟女だらけのお相撲大会（2月21日、ROCKET）
- 生贄の女 第一話:弟を助けるために女体を嬲られる極道の姐 水城奈緒（3月13日、Baby Entertainment）
- 熟女エロプロレス（4月11日、ROCKET）
- ぼでぃじゃっきゅ ショタ憑依番外編（4月25日、ROCKET）
- 汗ほとばしる息子の嫁の圧倒的な腰振りで、ワシは一度も腰を動かせずに射精してしまった。 水城奈緒（6月25日、マドンナ）
- はだかの主婦 杉並区在住 水城奈緒 (34)（7月1日、プラネットプラス）
- お色気P○A会長 & 悩殺女教師と悪ガキ生徒会 大槻ひびき 水城奈緒（7月18日、グローリークエスト）
- 公開奴隷倶楽部 商品No.069 新人アナウンサー・佐藤綾子（8月7日、アタッカーズ）※主演は結城のの。水城は助演。
- もしも…「水城奈緒」が○○だったら…。（9月1日、プラネットプラス）
- クルンと性別反転! TSFアバターミラー 2（9月26日、ROCKET）
- 巨乳の母姉妹と初めての密着混浴一転近親相姦（9月26日、ROCKET）
- ママ友カースト 晶エリー 加藤あやの 水城奈緒 真木今日子（12月25日、ダスッ!）

- プロお母さん 水城奈緒（1月2日、グローリークエスト）
- 先輩たちの怒りを買って集団イジメの対象になり、更にはセクハラ上客用の淫らな生贄となった新人生保レディ 河南実里 大槻ひびき 翔田千里 水城奈緒 黛ユイ（1月7日、アタッカーズ）
- 超豪快巻! グラマー仮面VSまぼろしマスク ～お姉さま熱 & 愛レッスンの巻～（4月10日、GIGA）
- たっぷり唾液と柔らかい唇…フワトロの口マ○コで最後の一滴まで絞り取る舌品フェラチオ!（6月11日、グローリークエスト）
- 突撃訪問SEX! ビビッと即ハメで午前中にスッキリ! 朝しか自由のない専業主婦の家を訪ねて中出ししたら即退散! 2（6月25日、グローリークエスト）

- 水城奈緒 The Revival Best 4枚組16時間（11月14日、マドンナ）※単体ベスト

### アダルトVR
- マジックミラー号夢の乗車体験! 憧れのGカップAV女優水城奈緒と絶対に体験できないマジックミラー号で合法露出! 他人に見られそうな状況で濃密接吻淫語痴女中出しSEX（3月10日、SODクリエイト）
- カワイイ巨乳3姉妹のエッチなお見舞い!! お兄ちゃんのことだーいすき♡ 水谷心音 推川ゆうり 水城奈緒（6月6日、KMPVR）
- 「はやく良くなってね♡」極エロナース3人の濃厚ねっとり中出しSEX♡ 今日だけ特別の治療だよ♡ AIKA 水谷心音 水城奈緒（6月6日、KMPVR）
- W巨乳淫乱教師の中出し性教育授業 水城奈緒 推川ゆうり（6月9日、KMPVR）
- じゅっぽりねっとり楽屋で濃厚生中出しSEX!! 波多野結衣 推川ゆうり 水城奈緒（6月13日、KMPVR）
- ローションたっぷり極上5人ソープ嬢と中出しSEX ～本日は御指名頂きありがとうございます♡ た～っぷり癒されてくださいね♡～ 波多野結衣 AIKA 水谷心音 推川ゆうり 水城奈緒（6月20日、KMPVR）
- 中出しOKのセクキャバにようこそ♡ ～濃密ねっとり忘れられない夜の一時を味わってくださいね♡～ 波多野結衣 AIKA 水谷心音 推川ゆうり 水城奈緒（6月20日、KMPVR）
- 巨乳5人姉妹と同棲中出しSEXライフ ～長女:波多野結衣 二女:AIKA 三女:水城奈緒 四女:推川ゆうり 五女:水谷心音～（6月23日、KMPVR）
- 10人連続ナマ中出しSEX ノーパンバスケットボール 佐倉絆 佳苗るか篠田ゆう 尾上若葉 麻里梨夏 美咲かんな 川上ゆう 波多野結衣 大槻ひびき 水城奈緒（8月1日、KMPVR）※「VR-1グランプリ 2017」エントリー作品
- 働く女達の性事情 ～女上司の「不適切な性的行為」～ 水城奈緒（11月3日、CASANOVA）
- 超VIP席! OLカップルの見せ付けレズ 篠田ゆう 水城奈緒（11月24日、CASANOVA）
- Wブッキングでうっかり3Pセックス 篠田ゆう 水城奈緒（12月8日、CASANOVA）
- ROCKET3DVR 巨乳の母親と親戚の叔母さんダブルで孕ませ近親相姦 倉多まお 水城奈緒（12月8日、ROCKET）

- 巨乳パイズリ狭射デリヘル 水城奈緒（1月1日、AVVR）
- 俺専用! 最前線で見せ付けられる超痴女体 水城奈緒（2月23日、CASANOVA）

## 出演

### テレビ
- エロ生☆パラダイス（2009年3月3日、GyaOジョッキー）
- BAZOOKA!!!（2011年1月16日、BSスカパー!）-「乳はじめ〜1時間まるごとおっぱいSP」水嶋あずみらとゲスト
- FNS27時間テレビ（2014年7月26日-27日、フジテレビ）
  - さんま・中居の今夜も眠れない
    - 絶対にハニートラップをかけないセクシー女優さんの携帯番号をゲットしよー!のコーナー（27日 1時30分-）

### オリジナルビデオ
- 満淫電車 お姉さんは新乳社員（2011年12月9日、JVD）‐ 彩花 役（主演）

### 映画
- 5人の女　愛と金とセックスと…（2019年6月7日、オーピー映画）‐ リリー 役[11]
- おせんち酒場　君も濡れる街角（2019年10月11日、オーピー映画） - 西島明美 役[12]
- ばるぼら（2020年11月20日、イオンエンターテイメント）

### ウェブテレビ
- 全裸監督2（2021年6月24日 全話配信、Netflix） - 1話

### PlayStation 4・PlayStation 3
- 龍が如く0 誓いの場所（2015年3月12日、セガ）‐ アハハ水営業・奈緒 役

### イベント
- 今夜決まる！主役を全力で引き立てる熱演を魅せる最優秀助演AV女優は誰だ！？私達は女優です！演技派女優4名の演技力を見に来て下さいナイト（2019年10月6日、東京・ネイキッドロフト）[13][14]